# Уоттс, Куинси
Куинси Уоттс — американский спринтер.

## Биография
Родился в Детройте. Профессиональную спортивную карьеру начал в 1992 году. Специализировался в беге на 400 метров. На Панамериканских играх 1991 года занял 4-е место на дистанции 400 метров и 2-е место в эстафете 4×400 метров. Серебряный призёр мирового первенства в Токио в эстафете. Принимал участие на Олимпийских играх 1992 года, на которых он выиграл 2 золотые медали. В беге на 400 метров он финишировал с новым олимпийским рекордом 43,50. В составе эстафетной команды он бежал второй этап. Сборная США установила новые олимпийский и мировой рекорды, показав результат 2.55,74. В 1993 году стал чемпионом мира в составе эстафеты 4×400 с новым мировым рекордом, который остаётся непревзойдённым до сих пор. Бронзовый призёр финала гран-при ИААФ 1993 года в беге на 400 метров. Победитель Игр доброй воли 1994 года.
Не смог пройти отбор на Олимпийские игры 1996 года, заняв на чемпионате США всего лишь 7-е место. Завершил спортивную карьеру в 1997 году.